# ميخائيل تشارلتون
ميخائيل تشارلتون (بالإنجليزية: Michael Charlton)‏ هو صحفي أسترالي، ولد في 1 مايو 1927.

## وصلات خارجية
- ميخائيل تشارلتون على موقع ديسكوغز (الإنجليزية)